# تولید و بازترکیب حامل
فرایند تولید حامل و بازترکیب حامل در فیزیک حالت-جامد نیم‌رساناها، فرایندهایی هستند که تحت آنها حامل‌های بار متحرک (الکترون و حفره الکترون) تولید و از بین برده می‌شوند. فرایندهای تولید حامل و بازترکیب حامل در عملکرد افزاره‌های الکترونیک-نوری از قبیل، فوتودیود‌ها، ال‌ئی‌دی‌ها و لیزرهای دیودی دارای نقش اساسی هستند. هم چنین این فرایندها برای آنالیز کامل افزاره‌هایی با پیوند پی-ان از قبیل ترانزیستور پیوندی دوقطبی و دیودهای پیوند پی-ان، حیاتی هستند.
جفت الکترون-حفره واحد اساسی تولید و بازترکیب در نیم‌رساناهای معدنی است که مربوط به گذارکردن الکترون بین نوار ظرفیت و نوار هدایت که در آن تولید الکترون گذاری از نوار ظرفیت به نوار هدایت  و بازترکیبی منجر به گذار وارون است.